# Papa Onorio II
Onorio II, nato Lamberto detto Scannabecchi (Fiagnano, 9 febbraio 1060 – Roma, 13 febbraio 1130), è stato il 163º papa della Chiesa cattolica dal 1124 alla sua morte.

## Biografia

### Formazione e carriera ecclesiastica
Nacque nel podere Castagnola, nel territorio del castello di Fiagnano, nel contado imolese. Scomparso il castello, di cui oggi sono rimasti solo tratti di mura, è invece ancora visibile il Campanile di Fiagnano. Fiagnano era situato tra le valli solcate dai torrenti Sellustra e Sillaro, ai confini occidentali della Romagna. Di umili e incerte origini, Lamberto venne però definito uomo dotato di grandi doti e capacità. L'abate di Montecassino affermò: “di ignorarne di chi fosse figlio, ma di saper solo ch'era pieno di dottrina da capo a piedi”.
Cosicché Lamberto, dopo aver intrapreso i primi studi a Imola, si trasferì a Pisa a perfezionare le proprie conoscenze nel campo della dottrina ecclesiastica. 
Si unì ai canonici regolari di Sant'Agostino. Esperto giurista, si distinse ben presto per le sue capacità, tanto da essere inviato come rappresentante diocesano alla corte papale. Fu arcidiacono della Chiesa di Bologna.
Nel 1099 Urbano II lo creò cardinale conferendogli il titolo di Santa Prassede. Nel 1105 optò per un altro titolo cardinalizio (sconosciuto). L'anno seguente partecipò al Concilio di Guastalla. Nel 1117 Pasquale II lo nominò cardinale vescovo di Ostia.

Callisto II, suo predecessore, lo nominò poi legato pontificio. Si era nella fase più acuta della «lotta per le investiture». La Chiesa aveva bisogno di persone che sapessero trattare con fermezza con l'imperatore e di esperti di alto profilo con solide basi giuridiche. Ricoprendo questa carica Lamberto fu uno degli artefici del Concordato di Worms (1122). Dopo la firma del Concordato, il cardinale in persona officiò la Messa solenne.

### Il pontificato

#### L'elezione al Soglio
Dopo la morte di Callisto II, l'elezione del nuovo papa fu al centro del conflitto fra due potenti famiglie romane, i Pierleoni e i Frangipane. I cardinali, riuniti nella chiesa di San Pancrazio, elessero il candidato dei Pierleoni, il romano Teobaldo, cardinale di Sant'Anastasia, che scelse il nome di Celestino II. I Frangipane non accettarono la sconfitta: fecero irruzione in Laterano, dove si stava tenendo l'incoronazione, e con la forza costrinsero Celestino II alla sottomissione.

I Frangipane consegnarono il Laterano a Lamberto. Lamberto volle imitare la virtù di Celestino e, per la quiete della Chiesa, dopo sette giorni depose il pontificato. Ma i cardinali ne ratificarono l'elezione e lo riconobbero legittimo pontefice: era il 15 dicembre 1124. Rimase famoso il suo commento, degno della migliore onestà intellettuale, secondo cui gli sarebbe stata più cara la mitria legittima di vescovo di Ostia a quella illegittima di papa. La consacrazione avvenne il 21 dicembre di quell'anno.

Lamberto scelse come nome pontificale Onorio. Il nome di Onorio II era stato assunto nel secolo precedente (1061-64) da Pietro Cadalo, che non era stato riconosciuto come papa legittimo.

#### Relazioni con i monarchi cristiani
I cinque anni ed alcuni mesi del suo pontificato trascorsero senza scosse nell'Urbe, dove i Frangipane controllarono tutto, pertanto Onorio poté rivolgere tutti i suoi interessi alle questioni diplomatiche.
Il primo problema che dovette affrontare il nuovo Papa fu l'incoronazione ad imperatore dell'anti-re Corrado di Svevia, celebrata senza il suo assenso dall'arcivescovo di Milano, Anselmo nel luglio 1128. Per Anselmo arrivò la scomunica, in un concilio appositamente indetto a Pavia e presieduto dal legato pontificio, cardinale Giovanni; per tale motivo perse completamente valore anche l'incoronazione di Corrado. Onorio II mantenne la sua fedeltà appoggiando invece il duca di Sassonia, che nel 1125 era stato eletto imperatore con il nome di Lotario II. Nel 1127, dopo il fallimento, davanti a Norimberga, di una campagna di Lotario contro Federico duca di Svevia, gli Hohenstaufen elessero il fratello minore di Federico e duca di Franconia, Corrado, Re dei Romani in opposizione a Lotario. Nello scontro intervenne anche Onorio II, che scomunicò Corrado.

Un altro successo che il Papa riuscì a conseguire fu quello di mediare con i Turchi per ottenere la liberazione di Baldovino II, re di Gerusalemme.
La via diplomatica invece non riuscì con Ruggero d'Altavilla, duca di Sicilia. Egli nel 1127 comandò una spedizione in Puglia. Il pontefice avvertì il pericolo: la creazione un regno così forte (e confinante con la Santa Sede) avrebbe potuto obbligare il pontefice a diventare suo vassallo. Il pontefice reagì immediatamente e in luglio formò una lega difensiva con le città pugliesi (accordo di Troja). Infine, in un concilio tenuto verso la fine dell'anno, lanciò la scomunica a Ruggero. Rimase nel Sud della penisola fino al gennaio successivo. Non essendo riuscito a portare dalla propria parte anche le città del beneventano, rientrò a Roma (gennaio 1128).
Nella primavera inoltrata dello stesso anno Ruggero II attraversò nuovamente lo Stretto e occupò militarmente il ducato di Puglia, già degli Altavilla, ma ora appartenente alla Chiesa. Onorio II considerò persa la regione e si rassegnò ad addivenire a patti con il sovrano normanno. Il 22 agosto 1128 gli concesse formalmente l'investitura come duca di Puglia, Calabria e Sicilia, insieme ai diritti di eredità connessi.

#### Governo della Chiesa
Durante il suo pontificato i Canonici Regolari Premostratensi e i Cavalieri Templari ricevettero l'approvazione papale.

Verso il 1130 Onorio II emanò una bolla in favore del vescovo Bennone della diocesi di Imola, sua terra natale; con tale bolla il papa restituì all'episcopato i diritti precedentemente ceduti dal vescovo scismatico Morando a Imola. Il documento ha un valore storico notevole, poiché enumera tutte le pievi (18), i monasteri (18 anch'essi), i castelli (16) e i porti interni (ben 5) esistenti all'epoca nel territorio imolese. Con questo atto il pontefice intese riequilibrare i rapporti tra Castrum Sancti Cassiani (la città dove risiedeva il vescovo) e la città rivale, Imola.

### Concistori per la creazione di nuovi cardinali
Papa Onorio II durante il suo pontificato ha creato 27 cardinali nel corso di sei distinti concistori.

## Successione apostolica
La successione apostolica è:
- Papa Gelasio II, O.S.B. (1118)
- Arcivescovo Matteo di Bari, O.S.B. (1126)
- Arcivescovo Meginher von Falmagne (1128)
- Vescovo Ubaldo Baldassini (1129)